# 280-мм пушка M65
M65 (англ. 280mm Gun, Heavy, Motorized, 280mm, M65) — 280-мм полустационарная пушка США 1950-х годов. 
Широко известна также под прозвищем «Атомная Энни» (англ. Atomic Annie). Была создана в 1950—1951 годах на основе опытной 240-мм пушки особой мощности, в связи с развитием технологий атомного оружия, позволивших разместить его в артиллерийском ядерном снаряде 280-мм калибра. 280-мм пушка стала первым в мире образцом ядерной артиллерии, а также самым тяжёлым образцом мобильной артиллерии, когда-либо использовавшимся Армией США. В общей сложности с 1951 по 1953 год были изготовлены 20 пушек этого типа, носивших обозначение T131, изменённое на M65 при формальном принятии орудия на вооружение, произошедшем лишь в 1960 году. M65 остаётся единственным артиллерийским орудием, из которого был произведён выстрел снарядом с настоящей боеголовкой. 25 мая 1953 года во время операции Upshot-Knothole Grable из M65 был произведён выстрел ядерным снарядом W9 мощностью 15 кт, который успешно сдетонировал.
280-мм пушки поступили на вооружение шести сформированных 1952 году артиллерийских батальонов, пять из которых были приданы дислоцированной в Европе 7-й армии США. До 1955 года T131 оставалась единственным образцом ядерной артиллерии США. Однако во второй половине 1950-х годов появление ядерных снарядов для намного более мобильных и многочисленных 203-мм гаубиц, а также тактических ракетных комплексов — носителей ядерного оружия, сделало 280-мм пушку устаревшей. Снятие M65 с вооружения началось в 1960 году, а последний из вооружённых M65 артиллерийских батальонов был расформирован в декабре 1963 года.

## История создания и производства
История будущей M65 началась в ноябре 1944 года, когда Армией США на основании опыта боевых действий было выдано требование на создание 240-мм дальнобойной пушки, в дополнение к 203-мм пушке M1 и 240-мм гаубице M1, являвшихся наиболее мощными из доступных военных мобильных сухопутных орудий. Задачей новой пушки должно было являться поражение сильно укреплённых целей и центров связи, а также контрбатарейная борьба с тяжёлой артиллерией противника, такой как германские 280-мм железнодорожные орудия K5. В октябре 1946 года Управлением вооружений были выданы заказы на создание пушки, получившей обозначение T1 (англ. 240mm Gun T1): Уотертаунскому арсеналу — на разработку повозки и Уотервлитскому арсеналу — на разработку собственно 240-мм пушки.
В послевоенный период однако, приоритеты армии претерпели серьёзные изменения. Произошедшее 18 сентября 1947 года реформирование ВВС армии в отдельный род войск — Военно-воздушные силы США, подчинённые непосредственно Министерству обороны, оставило сухопутные войска без собственных носителей ядерного вооружения, что совершенно не устраивало армейское командование. Ввиду наложенного Конгрессом США запрета на разработку малогабаритных ядерных боеприпасов, которые представлялись слишком мощными для тактического использования, основным средством доставки ранних боеголовок, масса которых достигала нескольких тонн, Армия первоначально видела управляемые ракеты. С испытанием СССР своей первой атомной бомбы 29 августа 1949 года, запрет был снят конгрессом, что открыло новые возможности для армии, заинтересовавшейся возможностью разработки ядерного снаряда для своей 240-мм пушки.
В 1949 году Комиссия по атомной энергии США объявила о начале разработки ядерного снаряда 280-мм калибра, создание которого было поручено арсеналу Пикатинни. Так как работы по меньшим по размеру атомным боеголовкам на тот момент ещё не велись, Армия предпочла не ждать, пока совершенствование ядерного вооружения позволит уместить его в снаряде 240-мм калибра, и вместо этого изменить средство доставки — 240-мм пушку, разработка которой была к тому времени завершена. Запас прочности ствола T1 позволил рассверлить его до 280-мм калибра, увеличив этим и предельную дальность стрельбы. Работа по 280-мм пушке, получившей обозначение T131, была начата в мае 1950 года и была форсирована с началом Корейской войны в июне. Разработка проекта пушки была закончена к концу 1950 года, а её первый прототип был завершён весной 1951 года. Производство T131 продолжалось до 1953 года, всего за этот период было изготовлено лишь 20 орудий.

## Конструкция

### Боеприпасы и баллистика
| Боеприпасы пушки M65 |                           |                   |                                      |                                      |                       |                                    |
| Тип снаряда          | Марка снаряда             | Масса снаряда, кг | Масса ВВ, кг                         | Марка взрывателя                     | Дульная скорость, м/с | Максимальная дальность стрельбы, м |
| Ядерный фугасный     | Atomic Mk.9 (T124) Shell  | 364,2             | Атомная боеголовка W9 (ТЭ 15—20 кт)  | Атомная боеголовка W9 (ТЭ 15—20 кт)  | 628                   | 24 049                             |
| Ядерный фугасный     | Atomic Mk.19 (T315) Shell | 272,2             | Атомная боеголовка W19 (ТЭ 15—20 кт) | Атомная боеголовка W19 (ТЭ 15—20 кт) | 722                   | 29 901                             |
| Фугасная граната     | HE T122 Shell             | 272,2             | 55,3                                 |                                      | 762                   | 28 712                             |